# Orivaldo Borges Leão
Orivaldo Borges Leão (Rio Verde, 4 de março de 1914 — 18 de outubro de 1992) foi um político brasileiro, prefeito de Goiânia de 18 de fevereiro de 1946 a 25 de março de 1947. Foi o terceiro a ocupar a prefeitura da capital de Goiás, após nomeação de Filipe Antônio Xavier de Barros, então interventor estadual.

## Biografia
Nascido em Rio Verde em 1914, filho de Antônio Martins Borges e Maria da Conceição Borges. Seu pai foi, na sua cidade natal, um nome conhecido da política goiana, prefeito da cidade e senador estadual de Goiás por seis ocasiões. Quando criança, Orivaldo estudou no Lyceu de Goiânia e, mais tarde, graduou-se em Odontologia pela Universidade Federal do Rio de Janeiro (UFRJ). De volta à capital goiana, recém-construída, construiu uma clínica odontológica e trabalhou como professor de matemática e diretor do Lyceu. Na década de 1950, foi um dos fundadores da Escola de Odontologia e Farmácia da futura Universidade Federal de Goiás.

## Administração
Filho de Antônio Borges e cunhado de Pedro Ludovico Teixeira, Orivaldo Leão logo se aproximou do meio político, sendo eleito indiretamente terceiro prefeito de Goiânia, após a indicação de Filipe Antônio Xavier de Barros, nome a frente da administração de Goiás em 1946. Um dos destaques de sua gestão foi a formação das primeiras feiras livres na cidade, que se ampliaram na Rua 44 e em Campinas. Ele também ajudou a expandir a atuação do Banco de Goiás, sendo levado para outros estados, como o Rio de Janeiro.
Casou-se com a professora universitária Zilah Xavier de Almeida (UFG/PUC Goiás/Puc Rio e FGV), filha do juiz federal Luiz Xavier de Almeida e Coraci da Rocha Lima. Zilah era neta de Miguel da Rocha Lima (ex-governador e senador por Goiás) e sobrinha de José Xavier de Almeida (também ex-governador). A alameda e o lago das Rosas são uma homenagem a sua irmã Rosa Xavier de Almeida Mello, casada com o pioneiro Segismundo de Araújo Mello. Zilah é ainda tia da designer e crítica Maria Helena Duque Estrada (filha de Moema Xavier de Almeida). 
Teve três filhas: Sônia Xavier de Almeida Borges (professora universitária no Rio de Janeiro), Maria Luiza Xavier de Almeida Borges (renomada tradutora brasileira, finalista de vários Jabuti) e Cristina Xavier de Almeida Borges (cientista social). 